# Elmerrillia
Elmerrillia es un género de plantas perteneciente a la familia (Magnoliaceae). El género incluye cinco especies de árboles perennes nativos del Subcontinente Indio,  Indochina, y Malasia.
Es un sinónimo de Magnolia

## Especies
- Elmerrillia mollis
- Elmerrillia ovalis
- Elmerrillia papuana
- Elmerrillia pubescens
- Elmerrillia tsiampaca